# NGC 945
NGC 945 ist eine Balken-Spiralgalaxie vom Hubble-Typ SBc im Sternbild Cetus südlich des Himmelsäquators. Sie ist schätzungsweise 200 Millionen Lichtjahre von der Milchstraße entfernt und hat einen Durchmesser von etwa 135.000 Lichtjahren. Sie bildet gemeinsam mit NGC 948 ein gravitativ gebundenes Galaxienpaar.

Im selben Himmelsareal befinden sich u. a. die Galaxien NGC 942, NGC 943, NGC 950, IC 230.
Die Typ-Ib-Supernova SN 1998dt wurde hier beobachtet.
Das Objekt wurde am 28. November 1785 von Wilhelm Herschel entdeckt.

## NGC 945-Gruppe (LGG 63)
| Galaxie  | Alternativname | Entfernung/Mio. Lj |
| -------- | -------------- | ------------------ |
| NGC 945  | PGC 9426       | 200                |
| NGC 948  | PGC 9431       | 200                |
| NGC 950  | PGC 9461       | 209                |
| NGC 977  | PGC 9713       | 204                |
| PGC 9454 | MCG -2-7-20    | 204                |
| PGC 9721 | MCG -2-7-32    | 199                |
| PGC 9800 | MCG -2-7-33    | 212                |